# Zsinegdíszes kerámia kultúrája

Zsinegdíszes kerámia kultúrája

A zsinegdíszes kerámia kultúráját (Közép-Európában kb. Kr. e. 2900-2450/2350 kalibrált keltezés) harci baltás kultúrának vagy magában álló sírok kultúrájának is nevezik, egy jelentős európai régészeti horizont, amely a késő újkőkorszakban kezdődik, a rézkorban virágzik és a korai bronzkorban éri el csúcspontját.
Számos kutató szerint a zsinegdíszes kultúra néhány indoeurópai nyelvcsaládhoz kapcsolódott és úgy hisszük, hogy kapcsolatban áll a katakomba kultúrával.
Kr. e. 2400 körül a zsinegdíszes kerámia emberei jelennek meg - a hosszú ideig virágzó Duna-vidéki vonal díszes kultúra hagyományait őrző - elődeik helyén és a kultúra kiterjedt a Németország északnyugati területeire és a Kárpát-medencére is. Egyik águk betört Dániába és Dél-Svédországba is, míg a Kárpát-medence inkább folytonosságot mutat, de az új indoeurópai elit jellemző vonásai is feltűnnek (vučedol-zóki kultúra).
A kultúra leletanyagának jellemzői a zsineggel benyomott díszítésű agyagedények, a méltóságjelvényként eltemetett nyéllyukas kő harci balták és a magányos sírhalmok.

## Elterjedés
A zsinegdíszes kultúra a kontinens északi részének nagy területeit fogta át, nyugaton a Rajnától keleten a Volgáig, beleértve a mai Németország nagy részét, Hollandiát, Dániát, Lengyelországot, Litvániát, Észtországot, Fehéroroszországot, Csehországot, Szlovákiát, Északnyugat-Romániát, Észak-Ukrajnát és Oroszország európai részét.
A kortárs harangedényes kultúra átfedi e kultúra nyugati végeit az Elbától nyugatra, ez hozzájárulhatott ama kultúra pán-európai elterjedéséhez. Bár a harangedényes kultúra társadalmi szervezete és település szerkezete hasonló, a zsinegdíszes kerámia csoportja hiányolta azokat a újításokat, amelyek lehetővé tették a folyókon és tengereken keresztüli kereskedelmet és kommunikációt.

## Elnevezése
A zsinegdíszes kultúra jellegzetes fazekas termékeinek a díszítéséről kapta a nevét, az egyes sírok kultúrája a temetkezési szokásról, a harci baltás kultúra pedig a férfiakhoz tartozó jellegzetes sírmellékletről, a kő harci baltáról (ami ekkor még nem hatékony fegyver, hanem egy hagyományos státuszszimbólum volt). Stuart Piggott brit régész szerint a gömbös hasú edények kultúrája, zsinegdíszes edények kultúrája, a harci baltás és az úgynevezett egyes síros népek egy nagyobb összetett egységet alkottak.

## Eredet és fejlődés
A zsinegdíszes kerámia kultúrájának eredetével kapcsolatban sokféle nézet van. A régészek széles csoportja a Fekete-tengertől északra élő pásztor társadalmak befolyását emeli ki, Makkay János magyar régész pedig egyenesen a kurgán-kultúra jellemzőinek tekinti mind "a zsinegdíszes mintázatú agyagedényeket, és ... a sírgödrök fölé dombolt halmot". Mások úgy gondolják, hogy a zsinegdíszes kerámia Közép-Európából származik. Mindkét táboron belül is különböző nézetek vannak. A jelenlegi tendenciának egy középút tűnik. A zsinegdíszes kultúra elterjedése részben átfedi a korábbi tölcséres szájú edények kultúráját, amellyel számos jellemzőn osztoznak, mint az edények zsinór díszítése, a lovak és a kerekes járművek használata, ami végső soron az európai sztyeppi kultúrákra vezethető vissza.
Egyes helyeken a tölcséres szájú edények kultúrájával való folytonosság bizonyított, míg máshol a zsinegdíszes kerámia egy új kultúra és fizikai típus hírnöke. A kontinentális kiterjedésű elterjedési terület legnagyobb részén a kultúra egyértelműen tolakodó volt, ezért mutatja az egyik legimpozánsabb és legforradalmibb, régészetileg hitelesített kulturális változást, "...teljesen szakítottak mindennel, ami előttük itt volt, viszont szemmel láthatóan ők rakták le mindannak az alapját, ami utánuk következett". Az, hogy a kulturális változások milyen szintje jelez általában bevándorlást, vita tárgya. Az ilyen viták erősen alakították a zsinegdíszes kerámia megítélését is.
A zsinegdíszes kerámia formák magányos sírokban legkorábban Lengyelországban, aztán Közép-Európa nyugati és déli területein fejlődtek ki. A zsinegdíszes kerámia legkorábbi radiokarbon keltezései a közép-, illetve dél-lengyelországi Kujáviából és Małopolskából származnak, Kr. e. 3000 körüli kormeghatározással. Közép-Európa többi részén a szén 14-es izotóp radiokarbon vizsgálata azt mutatja, hogy a zsinegdíszes kerámia Kr. e. 2800 után jelent meg, majd átterjed a Lüneburger Heide-re, majd tovább az Germán-Lengyel Alföldre, a Rajna-vidékre, Svájcra, Skandináviára, a Baltikumra és Oroszországra Moszkváig, ahol találkozott a sztyeppén őshonos állattenyésztőkkel.
A nyugati régiókban ez a forradalom hozzájárult az ekkor feltűnő, Kelet-Németország irányából származó tölcsérszájú edények kultúrájának gyors, zökkenőmentes, belső fejlődéséhez. Úgy tűnik, ezalatt a jelenlegi balti államok és a Kalinyingrádi terület területére behatolt a narvai kultúra délnyugati ága.
Összefoglalva, a zsinegdíszes kerámia kultúrája nem egy monolitikus egységet képvisel, hanem inkább az egy időben, egymás közelében élő népek különböző  technológiai és kulturális innovációinak a keverékét.

## Gazdaság
Nagyon kevés települést tártak fel, ezért a hagyományos nézet szerint a kultúra hordozói kizárólag nomád állattenyésztők. Ez a nézet azonban módosult, mivel a letelepedett földművelés néhány bizonyítéka is előkerült. Délkelet-Lengyelországban a bronocice-i zsinegdíszes lelőhelyen.  Emmer búza, étkezési búza és árpa nyomait találták. A kerekes járművek (feltehetően ökrök által vontatott) a bizonyítékai a tölcséres szájú edények kultúrájával való folytonosságnak.
Háziasított állatok: lovak, ökrök, szarvasmarhák. Kr. e. 3400-tól az Alpok északi előterében rendszeresen fogyasztottak tehéntejet. A juhtartás Svájc nyugati részén terjedt el jobban, az erősebb mediterrán hatás miatt. A vágási életkor változásai és az állatok nagysága feltehetően azt bizonyítják, hogy a gyapjúért kezdték el a juhtartást ezeken a helyeken.
A Balti-tenger környékén és Skandinávia nyugati partvidékén egyértelmű bizonyíték van a tengeri gazdaságra, ahol a tengert egyesítő elemként kell tekinteni.

## Sírok
Hajlított helyzetben temették el a halottakat a sík talaj vagy kisebb halom alá. A kontinensen a férfiakat jobb oldalukra, a nőket bal oldalukra fektették, mind a férfiak, mind a nők arcát déli irányba tájolták. Svédországban és Észak-Lengyelország egyes területein azonban a sírok észak-dél tájolásúak voltak, a férfiakat fektették a bal oldalukra és az asszonyokat a jobb oldalukra és mind a férfiakat, mind az asszonyokat arccal kelet felé temették el. Eredetileg valószínűleg volt egy fa építmény, mivel a sírok gyakran sorban helyezkedtek el. Ezzel szemben Dániában, ahol a halottakat kis dombok alá temették el, függőleges rétegekbe, az volt a gyakorlat, hogy az alsó sírban volt a legrégibb halott, második az efölötti sírban, és néha még egy harmadik is ezek fölött. Más típusú temetkezések a lengyelországi niche-sírok. A sírmellékletek tipikus eleme a harci balta. A serleg alakú vagy más típusú kerámia sírmellékleteket gyakran díszítették zsinór mintával, néha bemetszéssel vagy más módon.
A kortárs harangedényes kultúráéhoz hasonlóak voltak a temetkezési hagyományok és ők (e két kultúra) együtt lefedték Nyugat- és Közép-Európa legnagyobb részét. Míg a zsinegdíszes kultúra eredete nagyjából összefüggő, addig a harangedényes nép eredete lényegesen homályosabb és az európai őstörtének egyik rejtélyét képviseli.
2011 áprilisában jelentették, hogy egy deviáns zsinegdíszes temetkezést fedeztek fel Prága egyik külvárosában. A férfinak vélt maradványok a női halottaknak megfelelő tájolást mutattak és semmi nemhez kapcsolható sír melléklet nem volt mellette. Miközben a sír feltárói azt állították, hogy a sírban "az úgynevezett harmadik rend tagja volt, akik vagy különböző szexuális irányultságú emberek voltak, vagy transzszexuálisok vagy csak olyanok, akik a társadalom többi részétől megkülönböztették magukat", a médiában beharangozták a világ első "meleg ősemberének" felfedezését. A régészek és a biológiai antropológusok bírálták a média szenzációhajhászását. "Ha ez egy transzszexuális személy teteme (ami lehetséges), de az hogy az eltemetett személy "különböző szexuális irányultságú" nem feltétlenül ezt jelenti, hogy ő "homoszexuálisnak" tekintette magát - jegyezte meg Kristina Killgrove antropológus. A másik tétele a kritikának az volt, hogy a rézkorban eltemetett valaki nem volt "ősember" és a csontmaradványokból a nem megállapítása nehéz és pontatlan. A temetkezés részletes beszámolója még nem jelent meg a szakirodalomban.

## Fordítás
Ez a szócikk részben vagy egészben  a   Corded Ware culture című angol Wikipédia-szócikk fordításán alapul.  Az eredeti cikk szerkesztőit annak laptörténete sorolja fel. Ez a jelzés csupán a megfogalmazás eredetét és a szerzői jogokat jelzi, nem szolgál a cikkben szereplő információk forrásmegjelöléseként.